# Svenstrup
Svenstrup est un lieu au Danemark, situé dans la région de Jutland du Nord. Svenstrup compte 6 675 habitants (2010).

## Économie
La ville a deux entreprises importantes, Tulip particularisée en produits de charcuterie et Akafa (Arla foods) spécialisée en produits laitiers.

## Transports
La ville est desservie par une voie ferrée ralliant Aalborg.

## Personnalités liées à la commun
- Ib Frederiksen né le 9 août 1927 (homme politique) ;
- Marco Sørensen né le 6 septembre 1990 (pilote automobile) ;
- Nicklas Helenius né le 8 mai 1991 (footballeur).